# كليمن ميدفيد
كليمن ميدفيد (بالسلوفينية: Klemen Medved)‏ هو لاعب كرة قدم سلوفيني في مركز الوسط، ولد في 10 نوفمبر 1988 في جمهورية يوغوسلافيا الاشتراكية الاتحادية. شارك مع منتخب سلوفينيا تحت 19 سنة لكرة القدم ومنتخب سلوفينيا تحت 21 سنة لكرة القدم. أما مع النوادي، فقد لعب مع نادي تساليه ونادي ماريبور.

## وصلات خارجية
- كليمن ميدفيد على موقع قاعدة بيانات كرة القدم.إي يو (الإنجليزية)
- كليمن ميدفيد على موقع Soccerway.com (الإنجليزية)